# Rainbow in the Dark
A Rainbow in the Dark az amerikai Dio heavy metal zenekar második kislemeze. A VH1 Top 40 Greatest Metal Songs listáján a 13. helyet érte el.
Ronnie James Dio egy 2005-ös interjújában elmondta, hogy a felvételt eredetileg meg akarta semmisíteni, mivel azt túl poposnak találta. A zenekar többi tagja lebeszélte, és a dalból a Dio egyik legkedveltebb slágere lett. A dal szövege Dio gondolatait tükrözik, miután elhagyta a Black Sabbathot.

## Helyezések
| Év   | Cím                 | Amerikai helyezés | Angol helyezés |
| ---- | ------------------- | ----------------- | -------------- |
| 1983 | Rainbow in the Dark | 14                | 46             |

## Utóhatások
- A Rock Band 3 című játékban
- A Dungeons and Dragons Online játékban egy küldetés vonatkozik a dalra
- Szerepel a Rossz tanár című filmben